# Château de Dénia
 (janvier 2023).
Si vous disposez d'ouvrages ou d'articles de référence ou si vous connaissez des sites web de qualité traitant du thème abordé ici, merci de compléter l'article en donnant les références utiles à sa vérifiabilité et en les liant à la section « Notes et références ».
Le château de Dénia a fortement influencé la topographie de la vieille ville de Dénia (Alicante) en la Communauté valencienne, Espagne. Aux abords de celui-ci, des vestiges d’habitations et de fortifications de la Dianum romaine ont été découverts.
Construit entre le XIe et le XIIe siècle, l’intérêt de ce site réside dans ses adaptations successives aux nécessités, tant historiques que religieuses, notamment celles correspondant à l’époque almohade. La construction de la Torre Roja et de la Torre del Consell au XVe siècle, les bastions renaissance et autres systèmes défensifs, mais également la reconstruction du Palacio del Gobernador (Palais du Gouverneur) fut réalisée sous l’égide du duc de Lerma, marquis de Dénia entre le XVIe et le XVIIe siècle.
Enfin, les derniers siècles furent marqués par la Guerre de succession d'Espagne et la destruction du château, ainsi que l’abandon de ses fonctions militaires en 1859.
De nos jours, le château, axe essentiel et emblématique de Dénia, bénéficie des travaux nécessaires à sa conservation et à sa restauration, tout en servant de cadre à des initiatives culturelles. 
les TBRA 